# Ulrich Koch (Musiker)
Ulrich Koch (* 14. März 1921 in Braunschweig; † 7. Juni 1996 in Tokio) war ein deutscher Bratschist. 

## Leben
Ulrich Koch erhielt Violinunterricht bei Ion Voicu in Berlin. 1945 arbeitete er beim Orchester des Staatstheaters Braunschweig, ab 1949 im Südwestfunkorchester Baden-Baden als Solobratschist. 1955 wurde er Leiter der Meisterklasse an der Hochschule für Musik Freiburg, ab 1967 Ordentlicher Professor für Bratsche daselbst. Er prägte eine Generation von Bratschenschülern und brachte international bekannte Bratschisten hervor. Bekannte Schüler Kochs sind unter anderem: Hatto Beyerle, Ruth Killius, Vincent Royer, Henrik Schaefer, Hermann Voss und Tabea Zimmermann. Ab 1990 wirkte er als Lehrer an der Musashino Academia Musicae in Tokio.
Als Solist wurde er besonders als Interpret der Werke der klassischen Moderne bekannt. Von den Klassikern spielte er am liebsten Johann Sebastian Bach. Bei zahlreichen Konzerten im In- und Ausland machte er durch Erst- und Uraufführungen auf sich aufmerksam, u. a. im Rahmen der Donaueschinger Musiktage für Moderne Musik und mittels Auftragskompositionen des Südwestfunks Baden-Baden. Schallplattenaufnahmen mit Werken von Paul Hindemith, Karl Amadeus Hartmann, Béla Bartók, Jean Françaix, Darius Milhaud, Raymond Baervoets, Karel Husa, Johann Nepomuk David, Miklós Rózsa u. a. dokumentieren sein vielfältiges Schaffen. Zudem steht eine langjährige Tätigkeit mit renommierten Ensembles zu Buche, so mit der Cappella Coloniensis, mit der er 1961 Russland bereiste, dem Stuttgarter Kammerorchester, dem er 1953 seinen ersten Japan-Aufenthalt verdankte, daneben mit dem Collegium Aureum, den Festival Strings Lucerne und dem Streichtrio Bell’Arte. Internationale Meisterkurse gab er in Assisi. Ulrich Koch widmete sich auch dem Spiel alter Instrumente (Viola pomposa, Viola d’amore). Seit den 1990er-Jahren wird innerhalb des Internationalen Marschner-Wettbewerbs ein Ulrich-Koch-Preis an herausragende Jung-Bratschisten vergeben.

## Auszeichnungen
- 1981: Bundesverdienstkreuz am Bande[1]